# Speciaal onderwijs

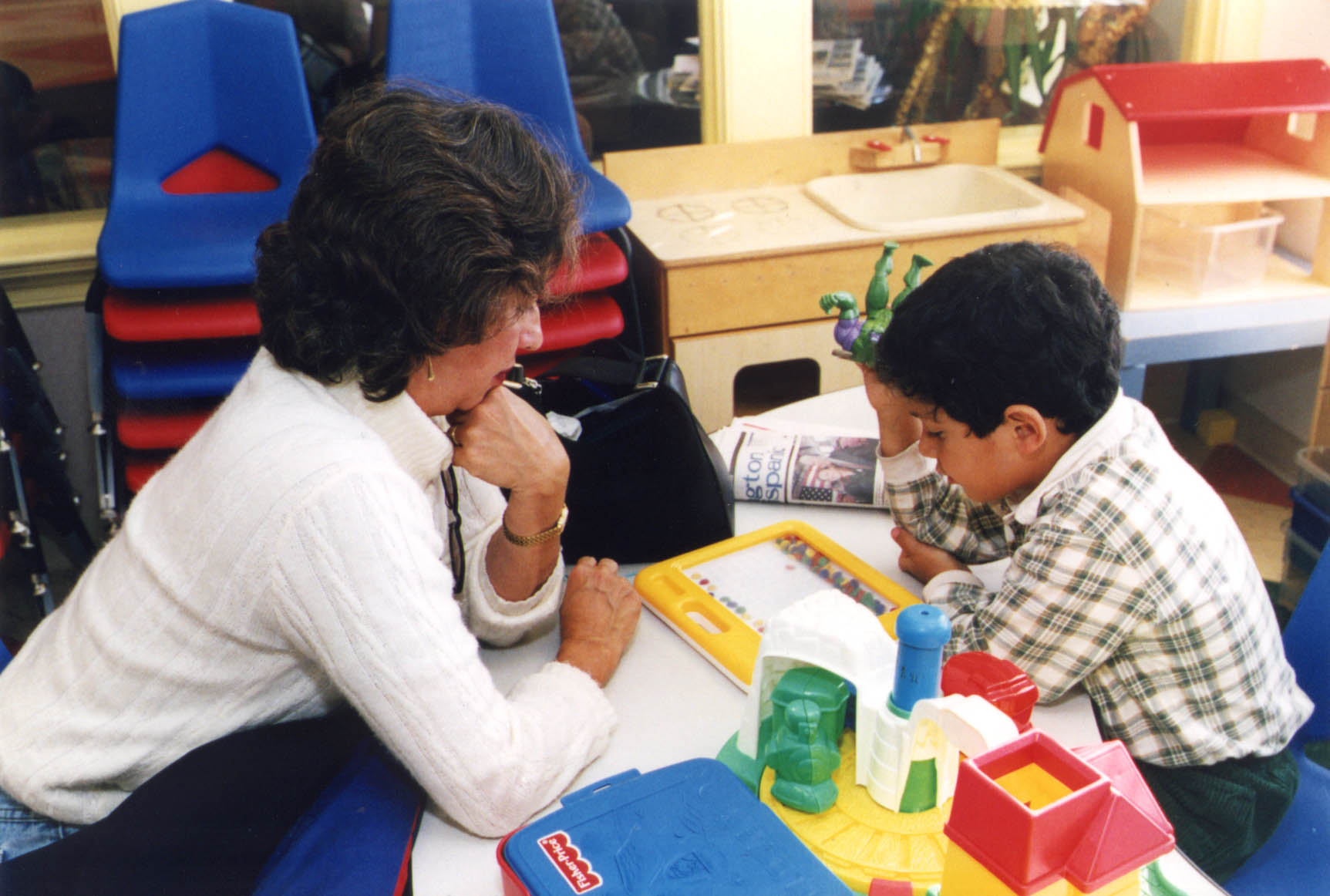
Leraar en leerling

Het speciaal onderwijs is in Nederland de benaming voor onderwijs aan kinderen die vanwege lichamelijke, zintuiglijke of verstandelijke beperkingen, leer- of gedragsproblemen of -stoornissen extra zorg op school nodig hebben.
De term 'speciaal onderwijs' wordt soms verward met bijzonder onderwijs, maar dat is een heel ander begrip waarmee 'niet-openbaar onderwijs' bedoeld wordt.
Tot 1985 werd het speciaal onderwijs in Nederland 'buitengewoon lager onderwijs' (BLO) genoemd. Onder het BLO vielen vele vormen van onderwijs, bijvoorbeeld ook dat voor kermis- en schipperskinderen.

## Clusters
Het onderwijs aan leerlingen die lichamelijk, zintuiglijk of verstandelijk gehandicapt zijn heet sinds 1985 'speciaal onderwijs'. De scholen voor speciaal onderwijs worden ingedeeld in vier categorieën (clusters):
- Cluster 1: scholen voor visueel gehandicapte kinderen of meervoudig gehandicapte kinderen met een visuele handicap
- Cluster 2: scholen voor dove of slechthorende kinderen, kinderen met ernstige communicatiemoeilijkheden of meervoudig gehandicapte kinderen die een van deze handicaps hebben
- Cluster 3: scholen voor lichamelijk gehandicapte kinderen, zeer moeilijk lerende kinderen (ZMLK) en langdurig zieke kinderen met een lichamelijke handicap, of meervoudig gehandicapte kinderen die een van deze handicaps hebben
- Cluster 4: scholen voor zeer moeilijk opvoedbare kinderen (ZMOK), kinderen met gedrags- en/of psychiatrische stoornissen, zoals ADHD, PDD-NOS, ODD/CD (antisociale gedragsstoornissen), klassiek autisme, syndroom van Gilles de la Tourette, hechtingsproblematiek.

Voor deze kinderen is er ook voortgezet speciaal onderwijs (vso). Dit kan gevolgd worden tot de leeftijd van 20 jaar. Tegenwoordig is er op meerdere niveaus voortgezet speciaal onderwijs, zoals voorbereidend middelbaar beroepsonderwijs (vmbo) maar ook hoger algemeen voortgezet onderwijs (havo) en voorbereidend wetenschappelijk onderwijs (vwo). Op de vmbo-niveaus Basis en Kader konden de leerlingen vaak alleen een certificaat halen, omdat de meesten geen stage kunnen volgen, maar inmiddels ontvangen zij vaak een volwaardig diploma. Op de theoretische leerweg, havo en vwo kunnen ze altijd een diploma halen. 
Verschillende scholen binnen cluster 4 gaan de samenwerking aan met regulier voortgezet onderwijs scholen zodat leerlingen een diploma kunnen halen.

## Indicatie
Om in aanmerking te komen voor speciaal onderwijs heeft een leerling een indicatie nodig. Een indicatie dient aangevraagd te worden door de ouders bij een Commissie voor indicatiestelling (CVI) van het betreffende cluster. Als een indicatie voor speciaal onderwijs is verleend, kunnen de ouders in de meeste gevallen kiezen of hun kind naar het speciaal onderwijs gaat of - met extra ondersteuning - op het regulier onderwijs blijft.

## Speciaal onderwijs op reguliere scholen
Wanneer de indicatie voor het speciaal onderwijs is verleend, kunnen ouders er toch voor kiezen hun kind op de reguliere basisschool, de school voor speciaal basisonderwijs (sbo) of de reguliere middelbare school te houden. De extra kosten die hiervoor nodig zijn, komen voor rekening van het samenwerkingsverband van scholen waartoe de school van het kind behoort.

## Speciaal basisonderwijs (sbo)
Een aparte categorie in het Nederlands onderwijs vormt het speciaal basisonderwijs. Wettelijk gezien is dit geen speciaal onderwijs maar regulier onderwijs. Tot 1998 stond deze vorm van onderwijs bekend als scholen voor kinderen met leer- en gedragsproblemen, onderverdeeld in
- Kinderen met leer- en opvoedingsmoeilijkheden (LOM-onderwijs)
- Moeilijk Lerende Kinderen (MLK-onderwijs)
- In hun ontwikkeling bedreigde kleuters (IOBK-onderwijs)

Tegenwoordig wordt er niet meer gesproken over de bovenstaande indeling. In het algemeen wordt gezegd, dat kinderen met een betrekkelijk laag of laag intelligentieniveau, kinderen die een leerachterstand hebben en/of kinderen die door gedragsproblemen dan wel een gedragsstoornis niet kunnen meekomen op een reguliere basisonderwijs naar het speciaal basisonderwijs (sbo) gaan. Deze groepen kinderen vallen hiermee onder de Wet op het primair onderwijs (WPO), die de regelgeving voor regulier en speciaal basisonderwijs behandelt.
Het speciaal basisonderwijs valt niet onder de wet 'speciaal onderwijs', maar is in feite een speciale vorm van onderwijs voor kinderen die het op een reguliere basisschool niet redden. Het leerrendement blijft achter en vaak gaat dat gepaard met een sterk verminderd welbevinden. Kinderen op sbo-scholen dienen na het verlaten van deze school dezelfde basiskennis behaald te hebben als kinderen die op een gewone basisschool gezeten hebben, maar ze mogen daar wel langer over doen. Uitlopen kan tot 14 jaar.
Het verschil tussen het regulier onderwijs en het speciaal basisonderwijs zit vaak op meerdere gebieden. De klassen zijn kleiner dan gebruikelijk en leerkrachten hebben vaak een extra opleiding gevolgd bijvoorbeeld Master Special Educational Needs. Ook werken er vaker klasse-, en onderwijsassistenten op een sbo-school.
Voordat een kind op een sbo-school geplaatst wordt, hebben ouders en kind een lang traject te gaan:
- De leerkracht op de basisschool van het kind moet eerst het kind aangemeld hebben bij de interne begeleider (ib'er) van de eigen school. Samen stellen ze een handelingsplan op om te zien of het op de eigen basisschool kan blijven. De ouders moeten met dit handelingsplan instemmen.
- Als blijkt dat het probleem te groot voor de basisschool is, wordt het kind door de ib'er aangemeld bij het zorgcentrum van het samenwerkingsverband van basisscholen en sbo-scholen waartoe de school van het kind behoort. Vanuit dit zorgcentrum kan ondersteuning verleend worden aan de leerkracht van het kind.
- Wanneer ook dit niet afdoende blijkt te zijn, kunnen de ouders bij de Permanente Commissie Leerlingenzorg (PCL) een beschikking aanvragen. Ouders en school leveren gegevens aan (een onderwijskundig rapport, didactische resultaten, capaciteitenonderzoek) op grond waarvan de PCL al of niet een beschikking geeft. Alleen met een (tijdelijke) beschikking kunnen ouders hun kind aanmelden bij een sbo-school binnen het samenwerkingsverband van basisscholen en sbo-scholen waartoe de school van het kind behoort. De betreffende sbo-school bepaalt of en wanneer geplaatst wordt. Wil een ouder plaatsing realiseren bij een sbo-school van buiten het eigen samenwerkingsverband, dan is opnieuw een beschikking van die PCL vereist.